# Dioscorea mexicana

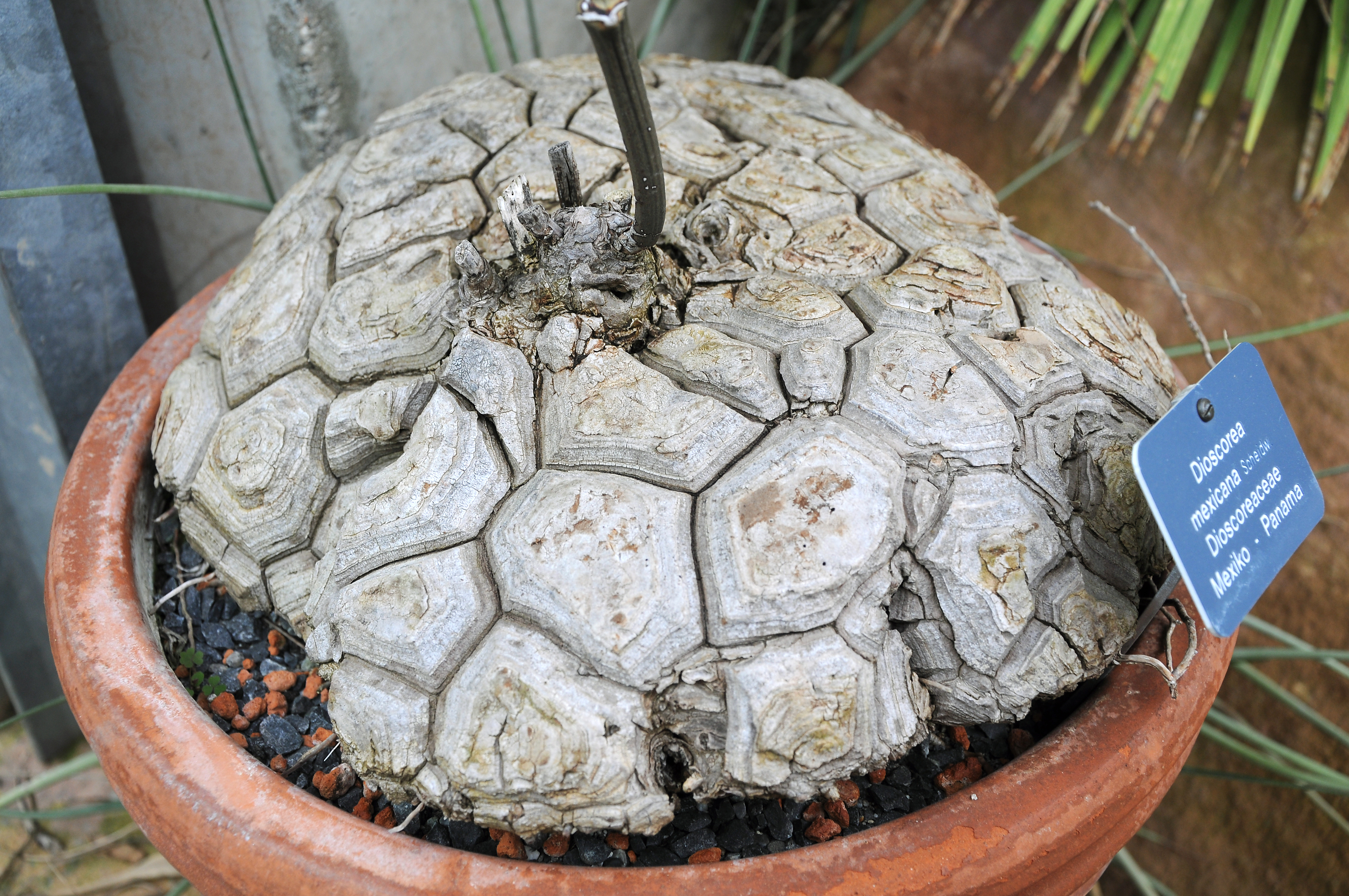
Vista de la planta

La cocolmeca o Dioscorea mexicana es  una especie de ñame perteneciente a la familia Dioscoreaceae.

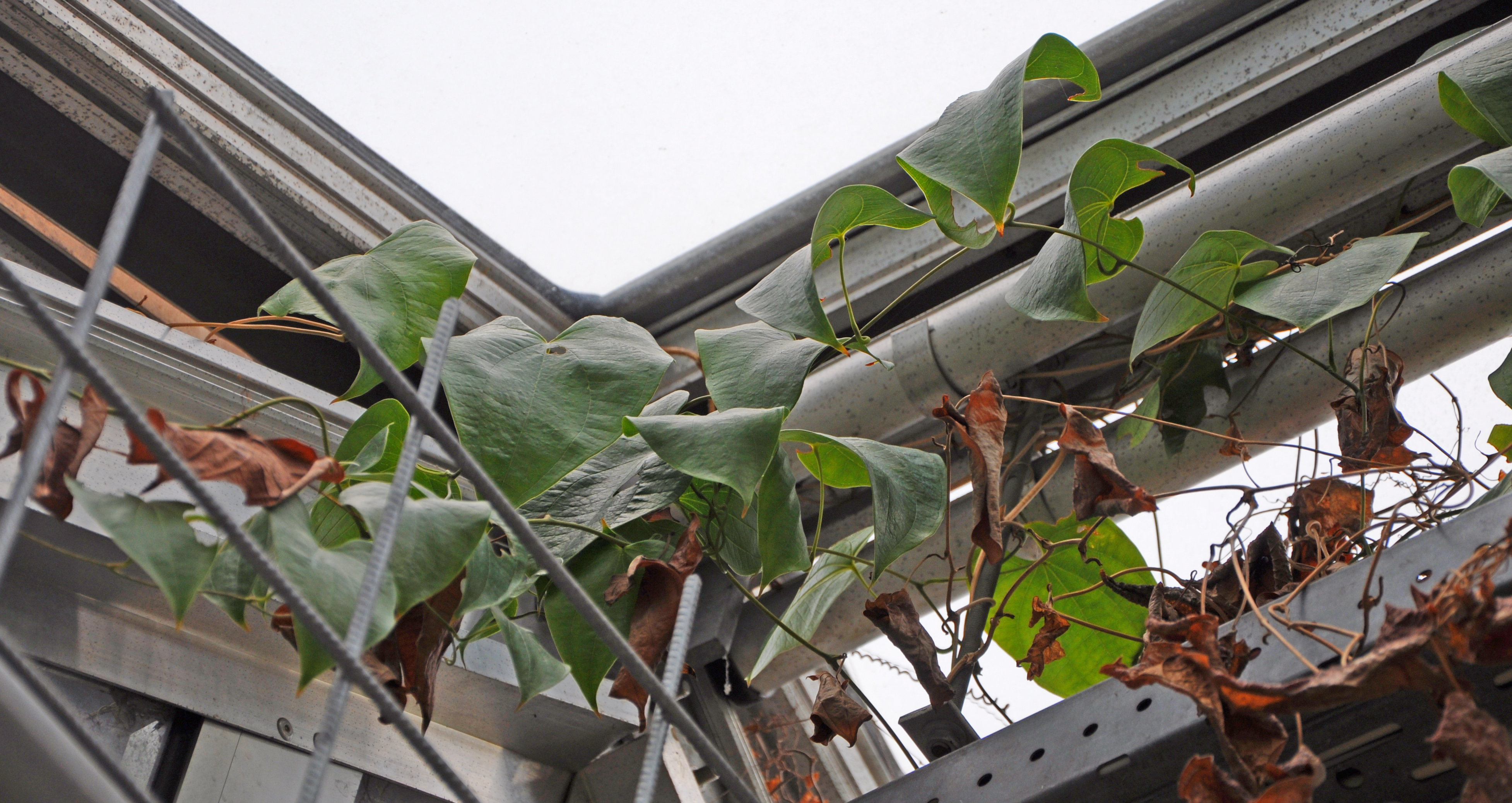
Hojas

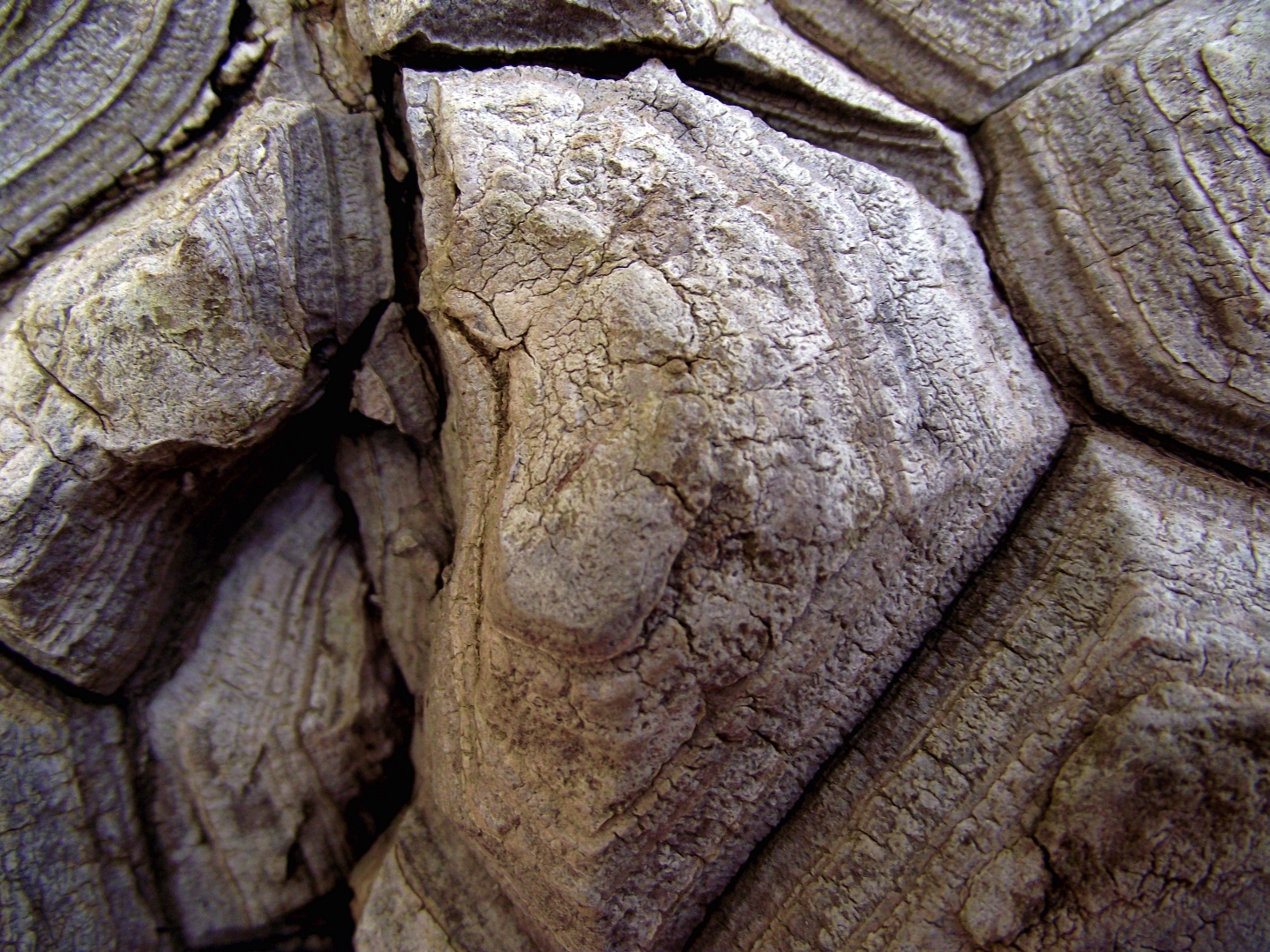
Tubérculo

## Descripción
Tiene rizomas epigeos, semiesféricos, de 0.4–1 m de largo, corteza café, con gruesas escamas poligonales y lignificadas; tallos dextrovolubles. Hojas alternas, ovadas a suborbiculares, 10–18.5 cm de largo y 8–16.3 cm de ancho, 7-nervias, el par exterior furcado; exestipuladas. Inflorescencias estaminadas racimos de cimas o panículas compuestas 7–18 cm de largo, flores 2–4 por cima, pedicelos 0.3–0.5 mm de largo, perianto 1–2 mm de largo, púrpura o rojizo, tépalos ovados a ovado-triangulares, libres, ca 1 mm de largo, estambres 6, insertados en el toro, 0.2–0.5 mm de largo, anteras extrorsas o antrorsas, tecas coherentes, pistilodio cónico, 0.3–0.6 mm de largo; inflorescencias pistiladas 10–20 cm de largo, estaminodios 6, insertados en el toro, cónicos, 0.2–0.3 mm de largo, columna estilar 0.2–0.3 mm de largo, estilos festoneados. Cápsulas oblongas a elípticas, 20–30 mm de largo y 13–17 mm de ancho, café claras o obscuras; semillas oblongas a suborbiculares, 8–10 mm de largo y 5–6 mm de ancho, aladas periféricamente.

## Distribución y hábitat
Es una especie común en bosques secundarios a una altitud de 100–1300 metros desde México (Oaxaca y Veracruz) a Panamá.

## Taxonomía
Dioscorea mexicana fue descrita por Michael Joseph François Scheidweiler  y publicado en  L'horticulteur belge, journal des jardiniers et amateurs 4: 99, t. 76. 1837.
Sinonimia
- Dioscorea anconensis R.Knuth
- Dioscorea astrostigma Uline
- Dioscorea bilbergiana Kunth
- Dioscorea deamii Matuda
- Dioscorea deppei Schiede ex Schltdl.
- Dioscorea leiboldiana Kunth
- Dioscorea macrophylla M.Martens & Galeotti
- Dioscorea macrophylla Schltdl.
- Dioscorea macrostachya Benth.
- Dioscorea macrostachya var. sessiliflora Uline
- Dioscorea propinqua Hemsl.
- Dioscorea tuerckheimii R.Knuth
- Testudinaria cocolmeca Procop.
- Testudinaria macrostachya (Benth.) G.D.Rowley[2][3]